# Stara Wisła (osada)
Stara Wisła – osada w Polsce położona w województwie pomorskim, w powiecie malborskim, w gminie Miłoradz.